# Хофстрём, Микаэль
Ян Микаэль Хофстрём (швед. Jan Mikael Håfström; род. 1 июля 1960) — шведский кинорежиссёр и сценарист, работающий в Голливуде.

## Биография
Микаэль Хофстрём родился 1 июля 1960 года в Лунде.
Долгое время обучался киноискусству в Стокгольме, и впоследствии в Нью-Йорке.

## Фильмография
- 2001 — Живая жизнь[англ.] / Leva livet
- 2003 — Зло / Ondskan
- 2005 — Цена измены / Derailed
- 2007 — 1408 / 1408
- 2010 — Шанхай / Shanghai
- 2011 — Обряд / The Rite
- 2013 — План побега / Escape Plan
- 2019 — Идеальный пациент[англ.] / The Perfect Patient
- 2021 — Смертельная зона / Outside the Wire
- 2024 — Ускорение / Slingshot

## Награды и Номинации
«Оскар»
Номинации:
- Лучший фильм на иностранном языке — «Зло».

«Золотой жук»
Награды:
- Лучший сценарий — «Живая жизнь».

Номинации:
- Лучшая режиссура — «Живая жизнь», «Зло».
- Лучший сценарий — «Зло».